# Erbaa

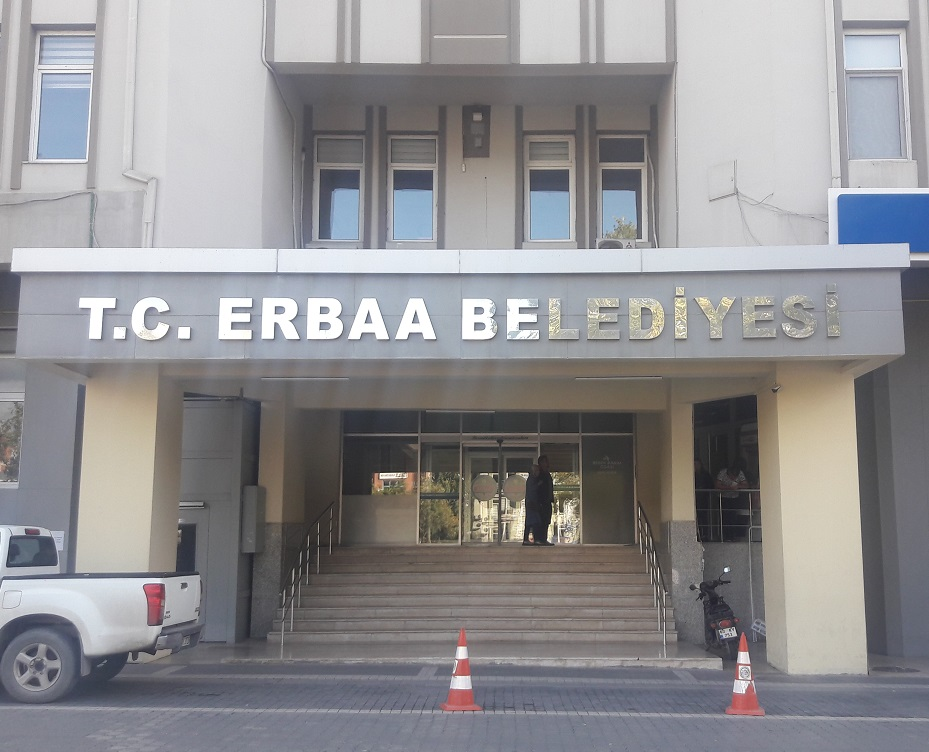
Municipal building of Erbaa

Erbaa est une ville et un district de la province de Tokat dans la région de la mer Noire en Turquie.